# Coal Creek (hrabstwo Boulder)
Coal Creek – jednostka osadnicza w Stanach Zjednoczonych, w stanie Kolorado, w hrabstwie Boulder.